# 淡青雅波灰蝶
淡青雅波灰蝶（学名：Jamides alecto）別名又稱：白波紋小灰蝶，雄蝶與雌蝶的斑紋有些差異，身體背側灰褐色些微的淺藍色，腹側有白色的毛，前翅翅形接近直角三角形，且後翅類似扇形形狀，後翅的尾端有尾突，高溫期與低溫斑紋與顏色有所差異，高溫的個體腹面斑紋較鮮明，而低溫則是翅背藍色與白色斑紋面積較廣。

## 特徵
在臺灣地區，雄蝶翅背呈現淺藍色，有金屬光澤，在後翅有一黑斑點；雌蝶前與後翅的外緣有些微的白色紋列，後翅沿著外緣有鑲暗色斑紋列。

## 生態習性
在臺灣地區，一年多代，飛行敏捷活潑。成蝶喜愛訪花，常在溼地上看見雄蝶會吸水。

## 棲地分佈
在臺灣地區分布在低、中海拔，而北部地區比較少見。離島部分龜山島、綠島、蘭嶼都有分布。常在闊葉林或海岸林出沒。

## 攝食食物
寄主食物，在臺灣的紀錄有山葛及小槐花等，或是都科植物的花或花苞。

## 外部連結
- 维基共享资源上的相關多媒體資源：淡青雅波灰蝶